# SN 1999dl
SN 1999dl – supernowa odkryta 11 sierpnia 1999 roku w galaktyce A230411+2707. W momencie odkrycia miała maksymalną jasność 19,10m.